# تينارديت
التينارديت هو معدن يتركب كيميائياً من كبريتات الصوديوم ويتبلور في النظام المعيني القائم. سُمي بهذا الاسم نسبةً إلى الكيميائي الفرنسي لوي جاك تينار.
يوجد المعدن في ترسبات هائلة قريبة من البحيرات الملحية والسبخية في الأنحاء الجافة من الجنوب الغربي للولايات المتحدة الأميريكية وفي أفريقيا وسيبيريا وكندا، حيث تشكّل بفعل التبخر.

## معرض الصور

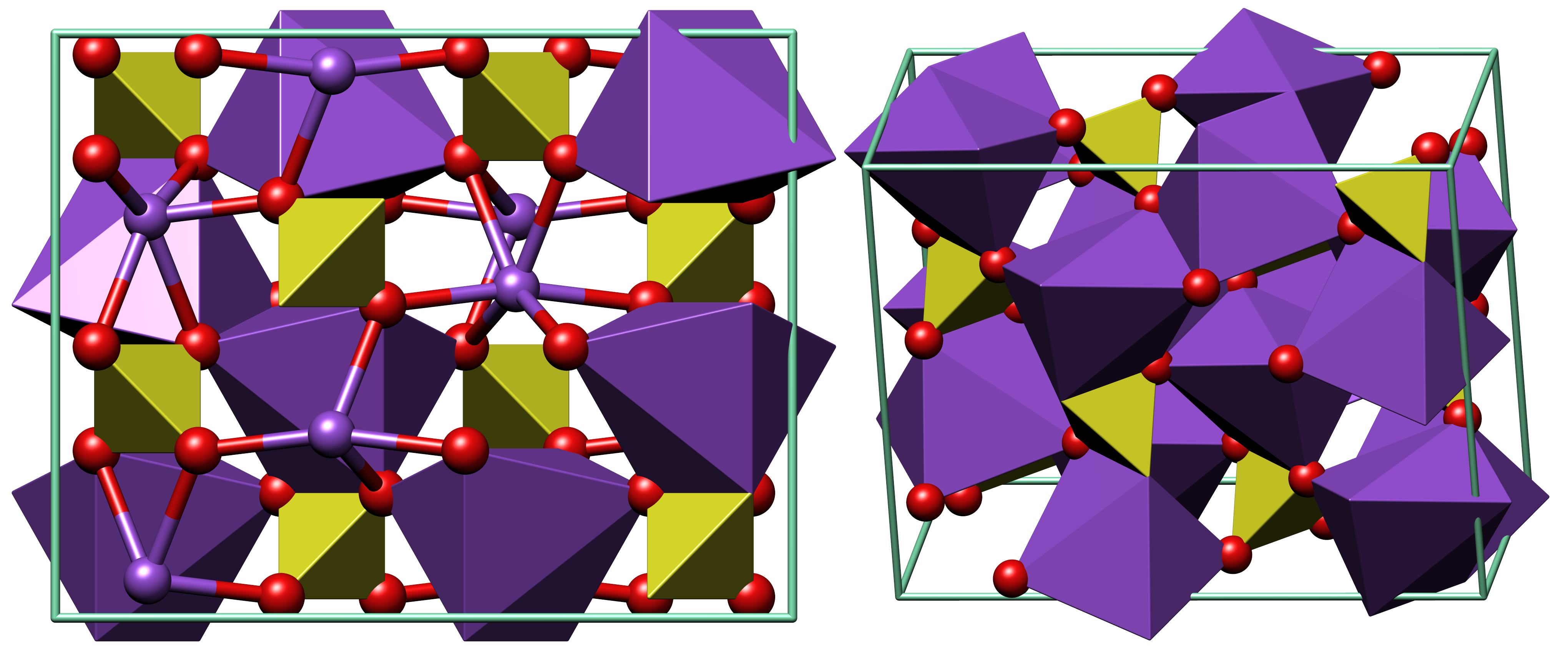
التركيب البلوري للتيرانيت
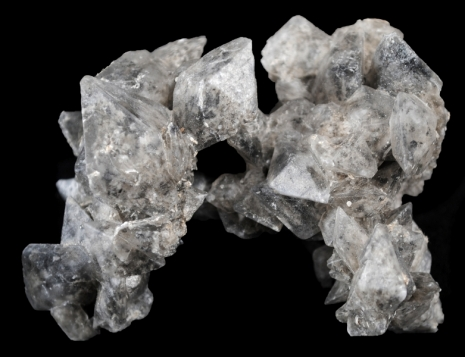
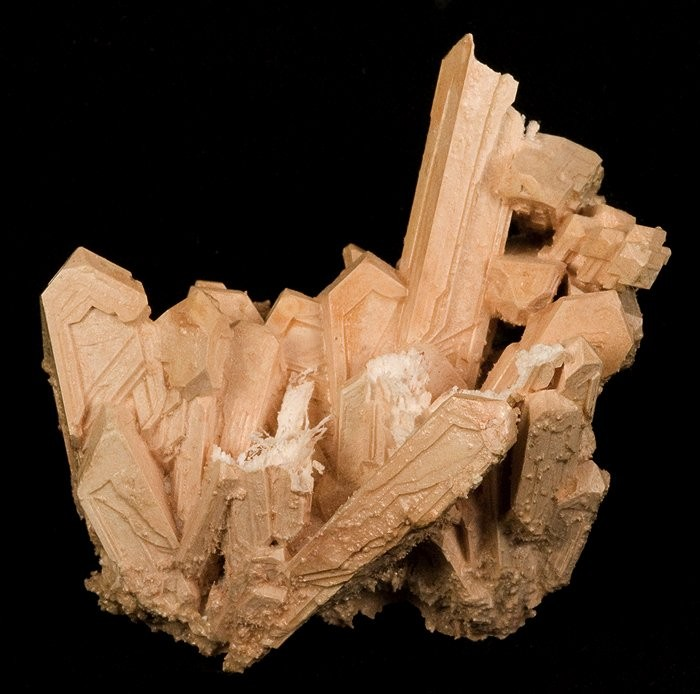

- جوربانيت
- سيانوتريخيت